# ティム・ビーヴァン
ティム・ビーヴァン（Tim Bevan、CBE, 1958年 - ）は、ニュージーランド出身の映画プロデューサーである。

## 生い立ち
ニュージーランドのクイーンズタウンで生まれる。

## キャリア
1980年代にロンドンでサラ・ラドクリフと共にワーキング・タイトル・フィルムズを設立する。プロデューサーまたはエグゼクティブ・プロデューサーとして、『ファーゴ』、『コレリ大尉のマンドリン』、『ラブ・アクチュアリー』、『ノッティングヒルの恋人』、『エリザベス』、『ブリジット・ジョーンズの日記』、『つぐない』、『フロスト×ニクソン』など40作以上に関わっている。
『エリザベス』、『つぐない』、『レ・ミゼラブル』、『博士と彼女のセオリー』、『ウィンストン・チャーチル/ヒトラーから世界を救った男』をプロデュースしたことによりアカデミー作品賞にノミネートされた。

## 私生活
1992年に英国人女優のジョエリー・リチャードソンと結婚し、娘を1人もうけたが2001年に離婚した。同年にエイミー・ガードニーと結婚し、その後2人の子供をもうけた。

## 作品
- レベッカ (2020) 製作
- EMMA エマ (2020) 製作
- ネクスト・ドリーム/ふたりで叶える夢 (2020) 製作
- キュリー夫人 天才科学者の愛と情熱 Radioactive (2019) 製作
- イエスタデイ (2019) 製作
- ハンナ
- キング・オブ・シーヴズ (2018) 製作
- エンテベ空港の7日間 (2018) 製作
- ジョニー・イングリッシュ アナログの逆襲 (2018) 製作
- ヴィクトリア女王 最期の秘密 (2017) 製作
- スノーマン 雪闇の殺人鬼 (2017)	製作
- ブリジット・ジョーンズの日記 ダメな私の最後のモテ期 (2016)	製作
- ヘイル、シーザー! (2016) 製作
- ベストセラー 編集者パーキンズに捧ぐ (2015)	製作総指揮
- 疑惑のチャンピオン (2015) 製作
- WE ARE YOUR FRIENDS ウィー・アー・ユア・フレンズ (2015)	製作
- レジェンド 狂気の美学 (2015)	製作
- リリーのすべて (2015) 製作
- エベレスト 3D (2015)	製作
- ギリシャに消えた嘘 (2014) 製作
- 博士と彼女のセオリー (2014) 製作
- トラッシュ! -この街が輝く日まで- (2014)	製作
- クローズド・サーキット（英語版） (2013)<未>	製作
- アバウト・タイム〜愛おしい時間について〜 (2013)	製作
- ワールズ・エンド 酔っぱらいが世界を救う! (2013)	製作
- ラッシュ/プライドと友情 (2013)	製作総指揮
- ハード・ラッシュ (2012) 製作
- アンナ・カレーニナ (2012) 製作
- レ・ミゼラブル (2012) 製作
- だれもがクジラを愛してる。 (2012) 製作
- 裏切りのサーカス (2011) 製作
- ジョニー・イングリッシュ 気休めの報酬 (2011)	製作
- 宇宙人ポール (2010)	製作
- ナニー・マクフィーと空飛ぶ子ブタ (2010)	製作
- アイルトン・セナ ～音速の彼方へ (2010) 製作
- グリーン・ゾーン (2010) 製作
- シリアスマン (2009)	製作総指揮
- パイレーツ・ロック (2009) 製作
- 路上のソリスト (2009) 製作総指揮
- 消されたヘッドライン (2009) 製作
- ラブ・ダイアリーズ (2008)<未>	製作
- ワイルド・ガール (2008)<未>	製作
- バーン・アフター・リーディング (2008) 製作総指揮
- フロスト×ニクソン (2008) 製作
- ホットファズ 俺たちスーパーポリスメン! (2007)	製作
- つぐない (2007) 製作
- エリザベス:ゴールデン・エイジ (2007) 製作
- Mr.ビーン カンヌで大迷惑?! (2007) 製作
- スモーキン・エース/暗殺者がいっぱい (2007)	製作
- くたばれ!イングランド (2006)<未> 製作
- 輝く夜明けに向かって (2006) 製作
- ユナイテッド93 (2006) 製作
- ダンシング・インサイド/明日を生きる (2005)<TVM>	製作総指揮
- ナニー・マクフィーの魔法のステッキ (2005)	製作
- プライドと偏見 (2005) 製作
- ザ・インタープリター (2005) 製作
- チャンピオン 明日へのタイトルマッチ (2004)<未>	製作
- ショーン・オブ・ザ・デッド (2004)<未> 製作総指揮
- ウィンブルドン (2004)	製作総指揮
- ブリジット・ジョーンズの日記 きれそうなわたしの12か月 (2004)	製作
- サンダーバード (2004)	製作
- ケリー・ザ・ギャング (2003)<未> 製作総指揮
- 彼氏がステキになったワケ (2003)<未> 製作総指揮
- サーティーン あの頃欲しかった愛のこと (2003)	製作総指揮
- ラブ・アクチュアリー (2003) 製作
- ジョニー・イングリッシュ (2003) 製作
- ミニミニ大作戦 (2003)	製作総指揮
- 恋する40days (2002)<未> 製作
- ザ・シャドー 呪いのパーティ (2002)<未> 製作総指揮
- 踊るマハラジャ★NYへ行く (2002)<未> 製作
- 処刑・ドット・コム (2002)<未>	製作総指揮
- アリ・G (2002) 製作
- アバウト・ア・ボーイ (2002) 製作
- バーバー (2001) 製作総指揮
- ブリジット・ジョーンズの日記 (2001) 製作
- コレリ大尉のマンドリン (2001)	製作
- 耳に残るは君の歌声 (2000) 製作総指揮
- オー・ブラザー! (2000) 製作総指揮
- ハイ・フィデリティ (2000) 製作
- プランケット&マクレーン (1999)	製作
- ハイロー・カントリー (1998) 製作
- エリザベス (1998) 製作
- ビッグ・リボウスキ (1998) 製作総指揮
- ボロワーズ/床下の小さな住人たち (1997)<未>	製作
- 恋はワンダフル!? (1997) 製作
- ビーン (1997) 製作
- 永遠の夢/ネス湖伝説 (1996) 製作
- ファーゴ (1996) 製作総指揮
- ムーンライト&ヴァレンチノ (1995) 製作
- デッドマン・ウォーキング (1995) 製作総指揮
- フレンチ・キス (1995)	製作
- 未来は今 (1994) 製作総指揮
- 蜘蛛女 (1993) 製作総指揮
- 心の地図 (1992) 製作
- ボブ★ロバーツ/陰謀が生んだ英雄 (1992) 製作総指揮
- ロンドン・キルズ・ミー (1991)	製作
- フィービー・ケイツの私の彼は問題児（ドドンパ） (1991)	製作総指揮
- フールズ・オブ・フォーチュン (1990) 製作総指揮
- ハマースミスの6日間 (1990) 製作
- 彼女がステキな理由（わけ） (1989) 製作
- ダイヤモンド・スカル (1989) 製作
- 女王と祖国のために (1988)<未>	製作
- ペーパーハウス/霊少女 (1988)<未>	製作
- Hなえっちな変態SMクラブ (1987)<未>	製作
- マイ・ビューティフル・ランドレット (1985)	製作